# 狩野川放水路

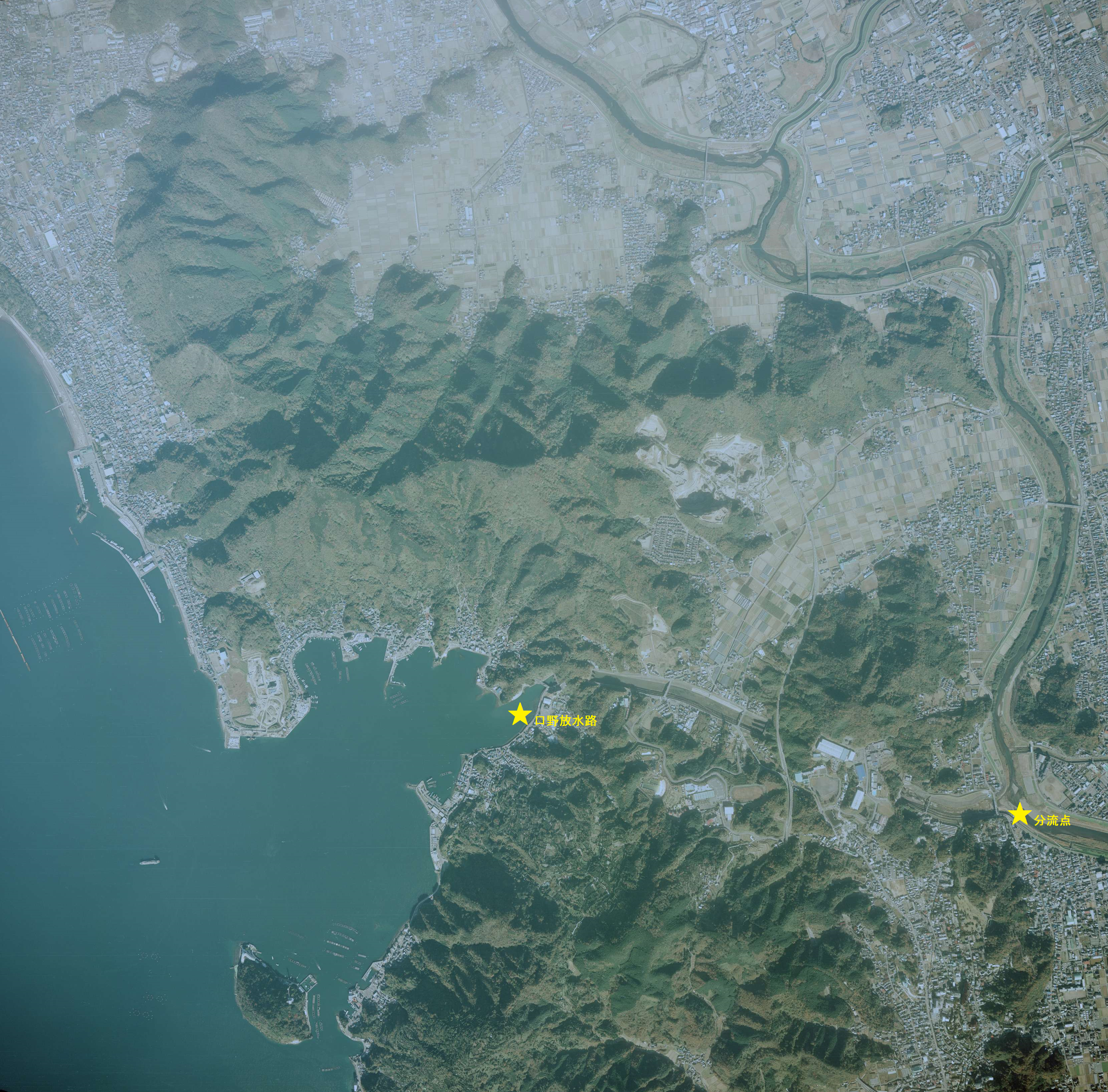
狩野川放水路の全区間を示した航空写真。星印は分流点と河口を表す。（平成11年）

狩野川放水路（かのがわほうすいろ）は、狩野川流域の水害を防止する治水事業の一環として造られた放水路で、静岡県田方郡江間村墹之上（ままのうえ）（建設中の1954年に伊豆長岡町となり、現在は伊豆の国市 北緯35度2分26.9秒 東経138度56分3.3秒）の狩野川左岸と沼津市口野の江浦湾（北緯35度2分54.2秒 東経138度54分23.6秒 / 北緯35.048389度 東経138.906556度）を結ぶ。

## 概要
狩野川放水路は伊豆の国市側の長岡トンネルと沼津市側の口野トンネルを、開放型水路で結んだ構成を取り、流量の制御は伊豆の国市側に設けられた可動堰によって行われる。
放水路は並行して走る国道414号から観ることができる。

## 歴史
1951年（昭和26年）6月に建設が着手されたが、完成を待たずして1958年（昭和33年）9月26日の夜に狩野川台風が伊豆地方を襲い、狩野川上流部に大きな被害が発生してしまった。それから7年後の1965年（昭和40年）7月に、着工以来14年の歳月と約700億円の巨費を投じて狩野川放水路は完成した。
2015年9月10日に愛知県の知多半島に上陸した平成27年台風第18号では、静岡県でも狩野川上流の天城山で400ミリメートル超の大雨を観測、この放水路がなければ浸水被害もあり得たほどの雨量に達していたことが判明した。
2019年10月12日に静岡県伊豆半島に上陸した令和元年台風第19号においては、伊豆市湯ヶ島では総雨量778ミリと、狩野川台風より上回ったものの氾濫はなかった。国交省中部地方整備局によると、清水町徳倉では放水路がなかった場合は、堤防が耐えられる水位を約1m上回り、流域約1万6000戸が浸水、7400億円の被害が出ていたと試算した。
2020年に土木学会選奨土木遺産に選ばれる。

## 諸元
- 全長 = 2,980メートル
  - 墹之上開水路 = 650メートル
  - 長岡トンネル = 850メートル
  - 中央開水路 = 1,050メートル
  - 口野トンネル = 210メートル
  - 口野開水路 = 205メートル
- 水路の幅
  - 最狭地 = 約50メートル
  - 最広地 = 約120メートル
- 流量 = 2,000立方メートル毎秒

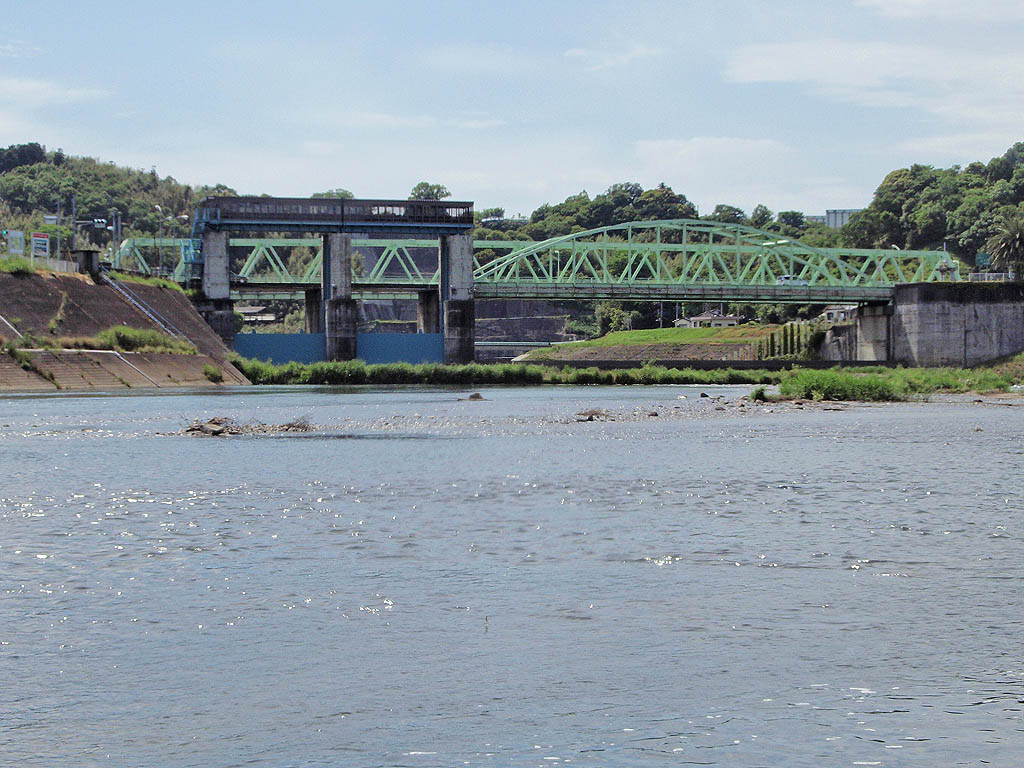
墹之上開水路の取水口、手前は狩野川
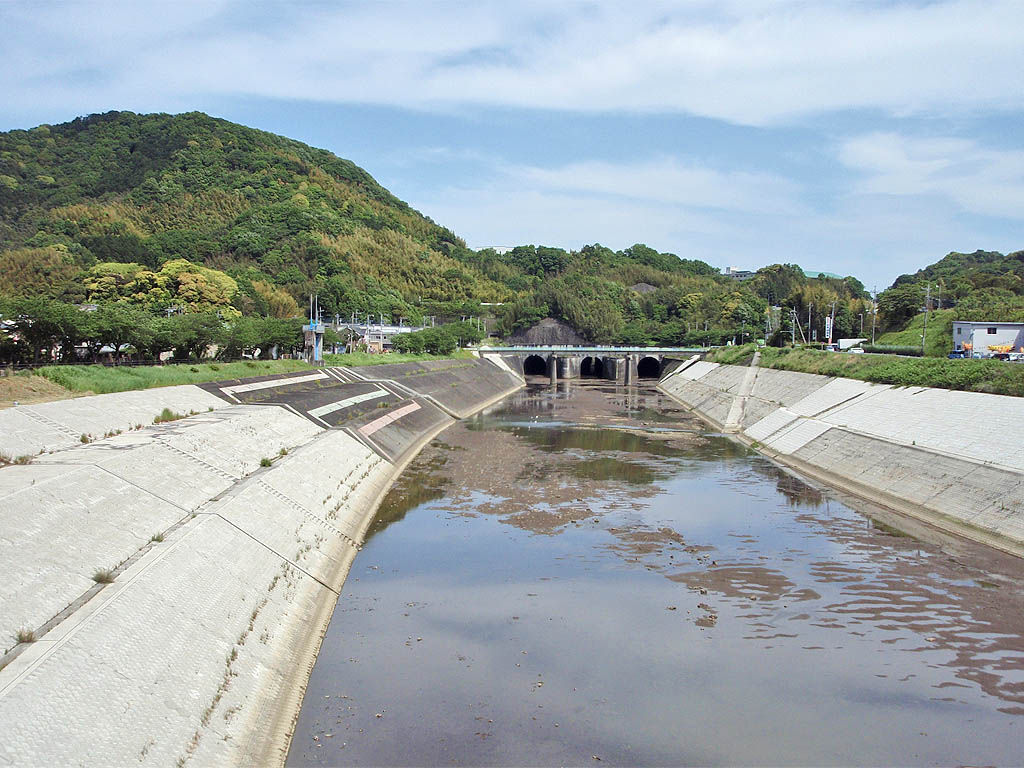
中央開水路、奥は長岡トンネル
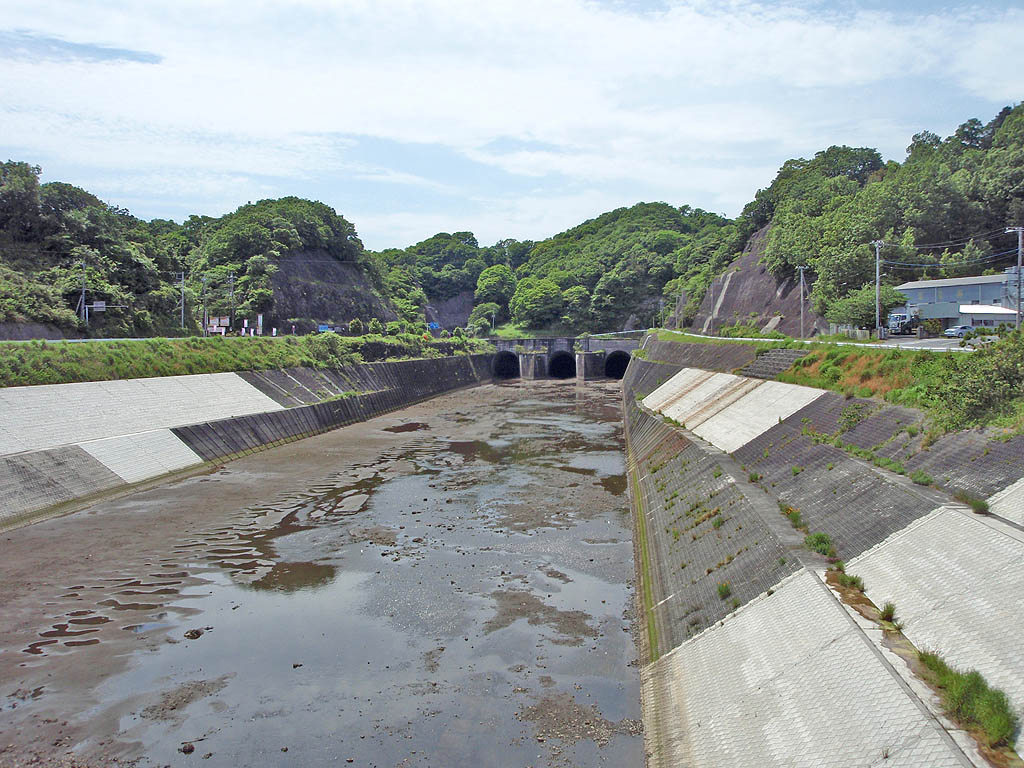
中央開水路、奥は口野トンネル
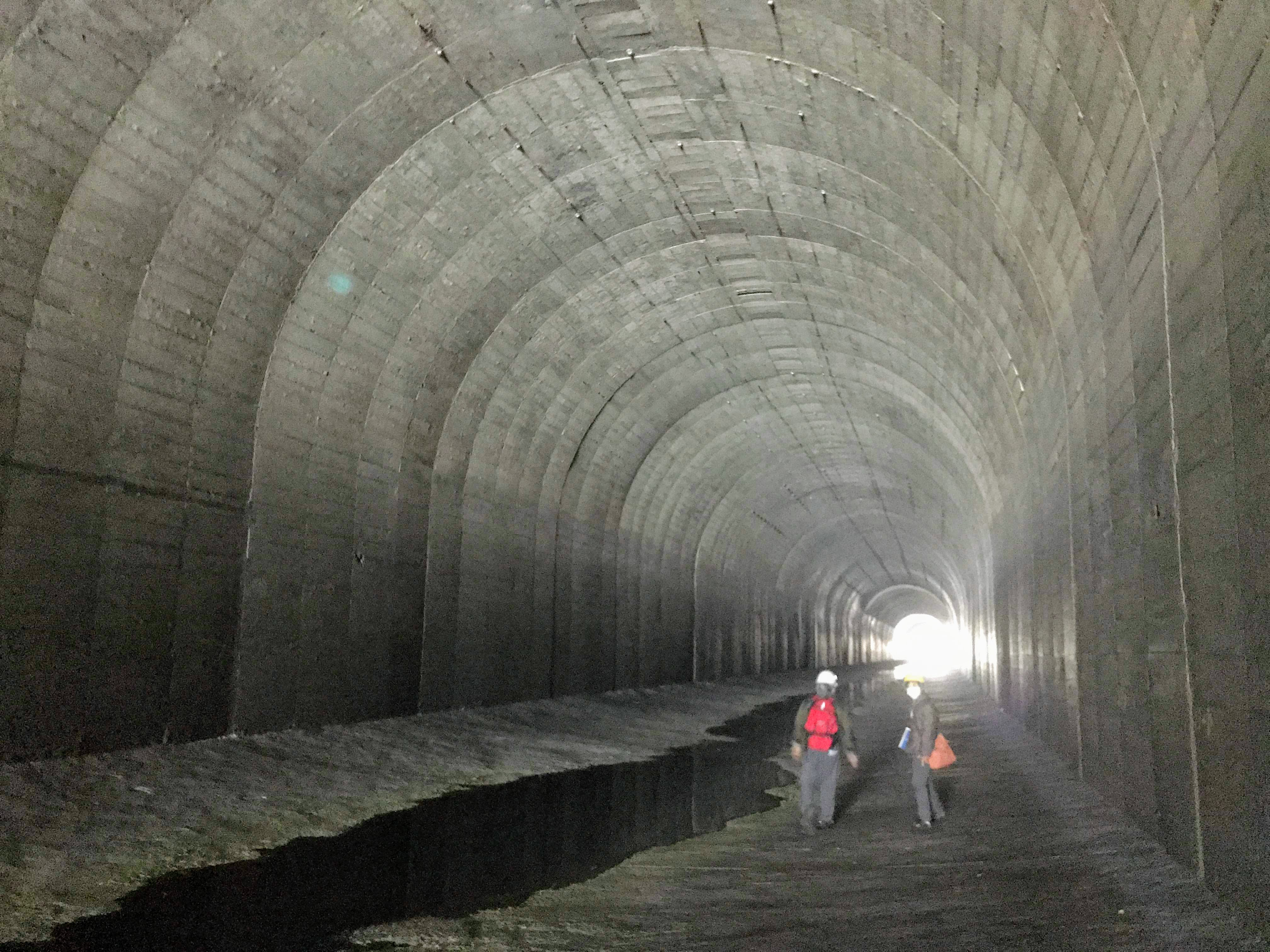
長岡トンネル内部
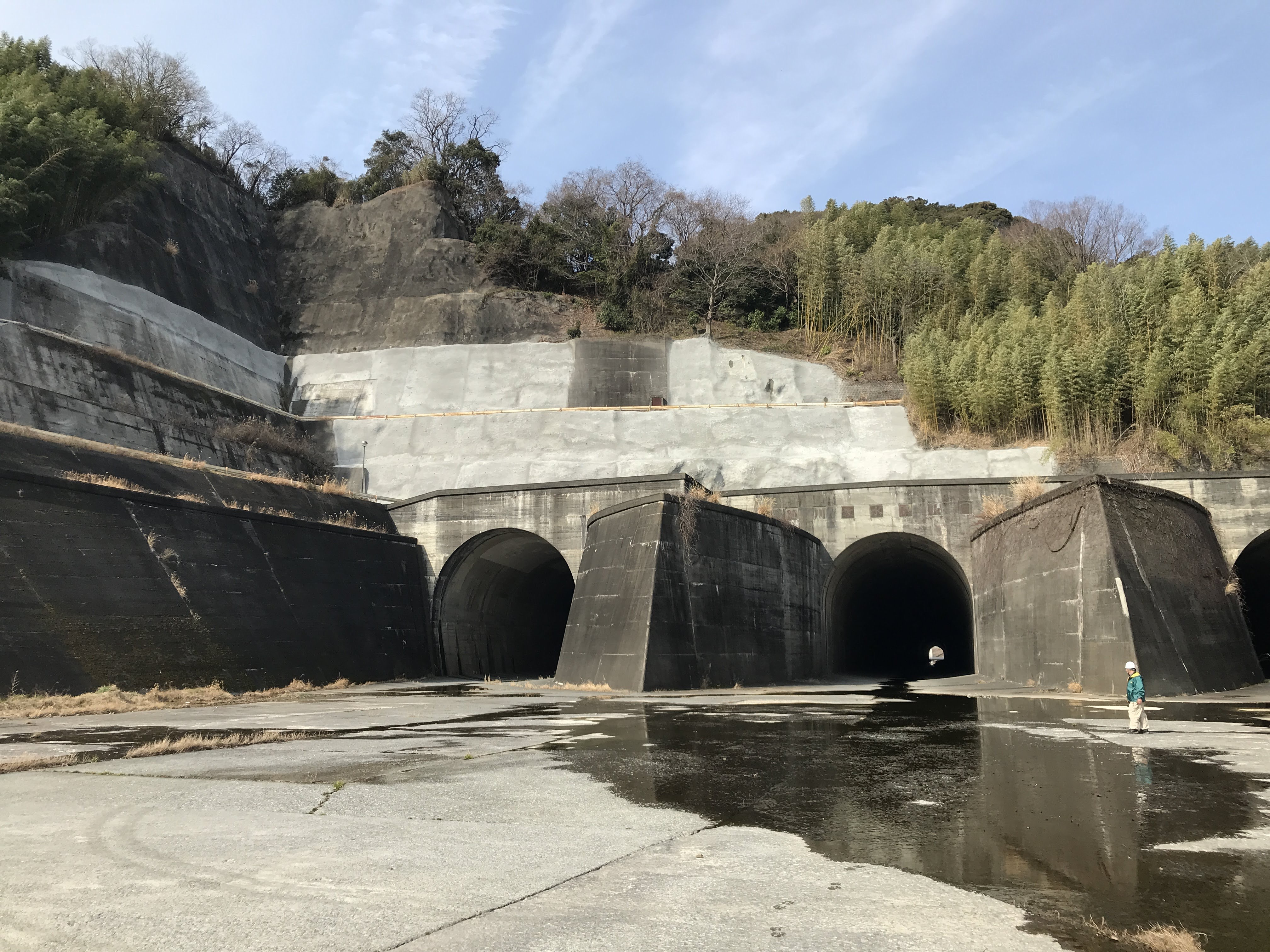
墹之上開水路側から見た長岡トンネル